# Quevedo (rappeur)
Pour les articles homonymes, voir Quevedo.
Pedro Luis Domínguez Quevedo, dit Quevedo, est un rappeur et chanteur espagnol né à Madrid le 7 décembre 2001,,,.
Il s'est notamment fait connaître en 2022 avec la sortie de Bzrp Music Sessions, Vol. 52, en collaboration avec le producteur argentin Bizarrap,.